# NBA Most Valuable Player Award

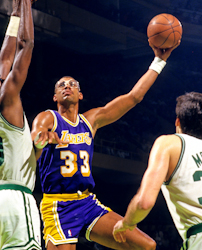
Kareem Abdul-Jabbar har vunnit utmärkelsen flest gånger, sex.

NBA Most Valuable Player (MVP) (svenska: NBAs Mest Värdefulle Spelare) är ett pris som ges ut i den amerikanska basketligan NBA. Priset ges ut till den spelare som anses vara värdefullast för ligan och därmed den bästa spelaren. Kareem Abdul-Jabbar är den spelare som har fått priset flest gånger, hela 6 gånger. Michael Jordan och Bill Russell ligger på andra plats med 5 MVP-priser för båda.
Själva röstningen startar efter att grundserien har slutat. 131 journalister och sportskribenter får rösta på de fem bästa spelarna i ligan (den bästa, näst bästa, tredje bästa osv.). För en röst som den bästa spelaren utdelas 10 poäng, tvåa 7 poäng, trea 5 poäng, fyra 3 poäng och femma 1 poäng. Den spelare som får flest poäng tilldelas priset.
Efter säsongen 2010-11 utsågs Derrick Rose till MVP och blev då den yngste någonsin att få priset (han var 22 år gammal). I maj 2016 utsågs Stephen Curry till MVP för andra året i rad, denna gång blev han dessutom NBA:s förste enhällige vinnare (han fick alla 131 förstaplatsröster).
Fram till 2021 fick vinnaren Maurice Podoloff Trophy. Maurice Podoloff var NBA:s första president som jobbade mellan åren 1946 och 1963. Sedan säsongen 2022/2023 får vinnaren Michael Jordan Trophy.

## Vinnare
| ^ | Spelare som fortfarande är aktiva.                 |
| * | Spelare som är invald vid Basketball Hall of Fame. |

| Säsong    | Namn                       | Position       | Nationalitet | Lag                       |
| --------- | -------------------------- | -------------- | ------------ | ------------------------- |
| 1955/1956 | Bob Pettit*                | Power forward  | USA          | St. Louis Hawks           |
| 1956/1957 | Bob Cousy*                 | Point guard    | USA          | Boston Celtics            |
| 1957/1958 | Bill Russell*              | Center         | USA          | Boston Celtics (2)        |
| 1958/1959 | Bob Pettit* (2)            | Power forward  | USA          | St. Louis Hawks (2)       |
| 1959/1960 | Wilt Chamberlain*          | Center         | USA          | Philadelphia Warriors     |
| 1960/1961 | Bill Russell* (2)          | Center         | USA          | Boston Celtics (3)        |
| 1961/1962 | Bill Russell* (3)          | Center         | USA          | Boston Celtics (4)        |
| 1962/1963 | Bill Russell* (4)          | Center         | USA          | Boston Celtics (5)        |
| 1963/1964 | Oscar Robertson*           | Point guard    | USA          | Cincinnati Royals         |
| 1964/1965 | Bill Russell* (5)          | Center         | USA          | Boston Celtics (6)        |
| 1965/1966 | Wilt Chamberlain* (2)      | Center         | USA          | Philadelphia 76ers        |
| 1966/1967 | Wilt Chamberlain* (3)      | Center         | USA          | Philadelphia 76ers (2)    |
| 1967/1968 | Wilt Chamberlain* (4)      | Center         | USA          | Philadelphia 76ers (3)    |
| 1968/1969 | Wes Unseld*                | Center/Forward | USA          | Baltimore Bullets         |
| 1969/1970 | Willis Reed*               | Center         | USA          | New York Knicks           |
| 1970/1971 | Lew Alcindor*              | Center         | USA          | Milwaukee Bucks           |
| 1971/1972 | Kareem Abdul-Jabbar* (2)   | Center         | USA          | Milwaukee Bucks (2)       |
| 1972/1973 | Dave Cowens*               | Center         | USA          | Boston Celtics (7)        |
| 1973/1974 | Kareem Abdul-Jabbar* (3)   | Center         | USA          | Milwaukee Bucks (3)       |
| 1974/1975 | Bob McAdoo*                | Power forward  | USA          | Buffalo Braves            |
| 1975/1976 | Kareem Abdul-Jabbar* (4)   | Center         | USA          | Los Angeles Lakers        |
| 1976/1977 | Kareem Abdul-Jabbar* (5)   | Center         | USA          | Los Angeles Lakers (2)    |
| 1977/1978 | Bill Walton*               | Center         | USA          | Portland Trail Blazers    |
| 1978/1979 | Moses Malone*              | Center         | USA          | Houston Rockets           |
| 1979/1980 | Kareem Abdul-Jabbar* (6)   | Center         | USA          | Los Angeles Lakers (3)    |
| 1980/1981 | Julius Erving*             | Small forward  | USA          | Philadelphia 76ers (4)    |
| 1981/1982 | Moses Malone* (2)          | Center         | USA          | Houston Rockets (2)       |
| 1982/1983 | Moses Malone* (3)          | Center         | USA          | Philadelphia 76ers (5)    |
| 1983/1984 | Larry Bird*                | Small forward  | USA          | Boston Celtics (8)        |
| 1984/1985 | Larry Bird* (2)            | Small forward  | USA          | Boston Celtics (9)        |
| 1985/1986 | Larry Bird* (3)            | Small forward  | USA          | Boston Celtics (10)       |
| 1986/1987 | Magic Johnson*             | Point guard    | USA          | Los Angeles Lakers (4)    |
| 1987/1988 | Michael Jordan*            | Shooting guard | USA          | Chicago Bulls             |
| 1988/1989 | Magic Johnson* (2)         | Point guard    | USA          | Los Angeles Lakers (5)    |
| 1989/1990 | Magic Johnson* (3)         | Point guard    | USA          | Los Angeles Lakers (6)    |
| 1990/1991 | Michael Jordan* (2)        | Shooting guard | USA          | Chicago Bulls (2)         |
| 1991/1992 | Michael Jordan* (3)        | Shooting guard | USA          | Chicago Bulls (3)         |
| 1992/1993 | Charles Barkley*           | Power forward  | USA          | Phoenix Suns              |
| 1993/1994 | Hakeem Olajuwon*           | Center         | Nigeria      | Houston Rockets (3)       |
| 1994/1995 | David Robinson*            | Center         | USA          | San Antonio Spurs         |
| 1995/1996 | Michael Jordan* (4)        | Shooting guard | USA          | Chicago Bulls (4)         |
| 1996/1997 | Karl Malone*               | Power forward  | USA          | Utah Jazz                 |
| 1997/1998 | Michael Jordan* (5)        | Shooting guard | USA          | Chicago Bulls (5)         |
| 1998/1999 | Karl Malone* (2)           | Power forward  | USA          | Utah Jazz (2)             |
| 1999/2000 | Shaquille O'Neal*          | Center         | USA          | Los Angeles Lakers (7)    |
| 2000/2001 | Allen Iverson*             | Shooting guard | USA          | Philadelphia 76ers (6)    |
| 2001/2002 | Tim Duncan*                | Power forward  | USA          | San Antonio Spurs (2)     |
| 2002/2003 | Tim Duncan* (2)            | Power forward  | USA          | San Antonio Spurs (3)     |
| 2003/2004 | Kevin Garnett*             | Power forward  | USA          | Minnesota Timberwolves    |
| 2004/2005 | Steve Nash*                | Point guard    | Kanada       | Phoenix Suns (2)          |
| 2005/2006 | Steve Nash* (2)            | Point guard    | Kanada       | Phoenix Suns (3)          |
| 2006/2007 | Dirk Nowitzki              | Power forward  | Tyskland     | Dallas Mavericks          |
| 2007/2008 | Kobe Bryant*               | Shooting guard | USA          | Los Angeles Lakers (8)    |
| 2008/2009 | LeBron James^              | Small forward  | USA          | Cleveland Cavaliers       |
| 2009/2010 | LeBron James^ (2)          | Small forward  | USA          | Cleveland Cavaliers (2)   |
| 2010/2011 | Derrick Rose^              | Point guard    | USA          | Chicago Bulls (6)         |
| 2011/2012 | LeBron James^ (3)          | Small forward  | USA          | Miami Heat                |
| 2012/2013 | LeBron James^ (4)          | Small forward  | USA          | Miami Heat (2)            |
| 2013/2014 | Kevin Durant^              | Small forward  | USA          | Oklahoma City Thunder     |
| 2014/2015 | Stephen Curry^             | Point guard    | USA          | Golden State Warriors (2) |
| 2015/2016 | Stephen Curry^ (2)         | Point guard    | USA          | Golden State Warriors (3) |
| 2016/2017 | Russell Westbrook^         | Point guard    | USA          | Oklahoma City Thunder (2) |
| 2017/2018 | James Harden^              | Shooting guard | USA          | Houston Rockets (4)       |
| 2018/2019 | Giannis Antetokounmpo^     | Power forward  | Grekland     | Milwaukee Bucks (4)       |
| 2019/2020 | Giannis Antetokounmpo^ (2) | Power forward  | Grekland     | Milwaukee Bucks (5)       |
| 2020/2021 | Nikola Jokić^              | Center         | Serbien      | Denver Nuggets            |
| 2021/2022 | Nikola Jokić^ (2)          | Center         | Serbien      | Denver Nuggets (2)        |
| 2022/2023 | Joel Embiid^               | Center         | Kamerun      | Philadelphia 76ers (7)    |
| 2023/2024 | Nikola Jokić^ (3)          | Center         | Serbien      | Denver Nuggets (3)        |

## Spelare med två eller fler utmärkelser
6 utmärkelser
- Kareem Abdul-Jabbar

5 utmärkelser
- Bill Russell, Michael Jordan

4 utmärkelser
- Wilt Chamberlain, LeBron James

3 utmärkelser
- Moses Malone, Larry Bird, Magic Johnson, Nikola Jokić

2 utmärkelser
- Bob Pettit, Karl Malone, Tim Duncan, Steve Nash, Stephen Curry, Giannis Antetokounmpo